# پایانه چاتراپاتی شیواجی
پایانه چاتراپاتی شیواجی (به انگلیسی: Chhatrapati Shivaji Terminus) همچنین با نام سابق پایانه ویکتوریا، پایانه ترمینال راه‌آهن در کلان‌شهر بمبئی است که در دوران امپراتوری بریتانیا بر شبه‌قاره هند، توسط دولت وقت بریتانیا ساخته شد.

## تاریخچه
پایانه چاتراپاتی شیواجی یا ایستگاه مرکزی قطار ویکتوریا توسط معماری انگلیسی به نام فردریک ویلیام استیونز در سبک گوتیک طراحی شد.. ساخت پایانه راه‌آهن بمبئی در سال ۱۸۷۸ میلادی، آغاز شد و در سال ۱۸۹۷ میلادی پایان یافت. این بنای زیبا یکی از بناهای دیدنی دوران استعمار بریتانیا است و به عنوان نمونه کاملی از سبک گوتیک در معماری شناخته می‌شود پایانه راه‌آهن بمبئی به طور رسمی در سال‌روز تاجگذاری ویکتوریای اول، ملکه بریتانیا و شهبانوی هند افتتاح شد. و به افتخار ملکه ویکتوریا، پایانه راه‌آهن بمبئی به نام «پایانه ویکتوریا» نام‌گذاری شد.
دولت هند پس از استقلال هند از امپراتوری بریتانیا و در سال ۱۹۹۶ میلادی، براساس سیاست نام‌گذاری معابر و اماکن به نام اهالی هند، نام «پایانه ویکتوریا» را به افتخار چاتراپاتی شیواجی، بنیان‌گذار امپراتوری مراتا، هند در سده ۱۷ (میلادی)، به «پایانه چاتراپاتی شیواجی» تغییر نام داد.
در تاریخ ۲ ژوئیه ۲۰۰۴ میلادی، پایانه چاتراپاتی شیواجی در فهرست میراث جهانی یونسکو به ثبت جهانی رسید. ثبت این مکان در فهرست یونسکو به دلیل تلفیق دو فرهنگ در زیر یک سقف بود. طراحی احیاء شده از سبک ویکتوریایی انگلستان و هنر سنتی معماری هند که نمونه‌ای بی‌نظیر را در سراسر جهان خلق کرد.
در تاریخ ۲۶ نوامبر ۲۰۰۸ میلادی، پایانه چاتراپاتی شیواجی، یکی از اهداف رشته عملیات‌های تروریستی در بمبئی بود.